# Château du Coudray Montpensier

Le château du Coudray-Montpensier, ancienne châtellenie relevant de Montsoreau, situé sur la route qui relie Chinon à Seuilly, est enclavé au milieu des champs et des vignobles. L'histoire du Coudray-Montpensier remonte au Moyen Âge (XIe siècle). Le domaine eut pour propriétaires successifs des familles et lignées nobles : les Montsoreau, premiers seigneurs attestés, les Marmande, les Sainte Maure, les Artois, les Bournan, les Bourbon, les Escoubleau, les de Vallière et enfin la famille Lamote-Baracé.
Le château actuel a été édifié au XIVe siècle et considérablement embelli au XVe siècle. Au XVIIIe siècle, l'architecte Anjubault aménage les trois terrasses du jardin au nord du château. Le château est devenu un lieu d'hôtellerie, de restauration et de réception.
Le château est partiellement inscrit au titre des Monuments Historiques par les arrêtés des 17 février 1995 et 21 janvier 1999.

## Histoire du château du Coudray-Montpensier
Le Coudray-Montpensier est une ancienne châtellenie dont l'importance est le résultat de deux facteurs. D'une part grâce sa proximité avec Chinon mais aussi du fait de la puissance et du prestige des familles propriétaires de ces terres qui se sont succédé pendant plusieurs siècles.

### La seigneurie du Coudray-Montpensier, des origines auXIVesiècle.
Le chevalier Guillaume de Montsoreau est le premier seigneur connu du Coudray à la fin du XIe siècle (1090). Il est également le fondateur de l'abbaye de Seuilly. Les terres du Coudray restent dans la propriété des Montsoreau jusqu'au début du XIIIe siècle. Elles passent alors dans la propriété des Marmande (en touraine) à qui l'on doit la chapelle du Coudray. Philippe de Marmande, fille de Guillaume de Marmande neuvième seigneur du Coudray, par mariage avec Hugues de Brisay à la fin du XIIIe siècle, transmet à ce dernier le Coudray pour une courte durée. Morte sans enfant, la terre du Coudray passe, par l'intermédiaire de Mahaut de Marmande, une parente mariée à Pierre de Sainte-Maure, dans la famille des Sainte-Maure, jusque dans la première moitié du XIVe siècle.

### Deux grandes familles: les Bournan et les Bourbon,XVe–XVIesiècle.
À la fin du XIVe siècle le Coudray passe dans la propriété de Louis de France Ier, duc de Touraine, d'Anjou, de Pouilles et de Calabre, Roi de Sicile et de Jérusalem, comte du Maine, de Provence, du Piémont et de Forcalquier, seigneur de Champigny et du Coudray. En 1399, à la mort de son époux, Marie de Châtillon, fille de Charles de Blois, duc de Bretagne et Jeanne de Bretagne, seconde épouse de Louis Ier de France, hérite du domaine du Coudray qu'elle donne en échange d'une rente à Pierre de Bournan. Cette cession octroyée en usufruit, pour la vie durant de Marie de Châtillon, est légitimée en une cession définitive à Pierre de Bournan qui en devient le seigneur.
La famille de Bournan, avec Pierre et son fils Louis, est la première famille, selon les sources, à entreprendre des travaux de construction sur le château qui au départ n'était qu'une « simple demeure entourée de fossés et de clôtures en bois ». Les Bournan seraient donc à l'origine des premiers travaux de construction du château qui débutent en l'an 1401 et qui se poursuivent pendant presque quarante ans. A l'emplacement de l'ancien manoir est alors érigé le principal corps de logis composé de trois tours. Jeanne d'Arc y séjourne quelque temps en début d'année 1429 avant de rencontrer Charles VII à Chinon pour la première fois.
Dans les années 1470, Louis de Bournan échange la terre du Coudray contre celle de Merville avec Louis Bâtard de Bourbon, fils naturel de Charles Ier de Bourbon et de Jeanne de Bournan. Légitimé en 1463, il s'unit à Jeanne de France, fille naturelle de Louis XI qu'il aurait eue de ses aventures avec Félizé Regnard. Par acquisition du château de Montpensier, auprès de Jacques de Bournan, Louis devint seigneur du Coudray-Montpensier. Dans un premier temps, Louis fait exécuter des travaux sur le château de Montpensier, château dont les caractéristiques architecturales ont inspiré l'embellissement apporté, dès les années 1480, sur le château du Coudray. Les mêmes matériaux sont utilisés (pierre de tuffeau abondante dans la région) ainsi que les mêmes procédés architecturaux (couronne à mâchicoulis présente sur les deux édifices). Louis de Bourbon meurt au cours de l'année 1486, laissant le chantier des travaux d'embellissement du château inachevé. Jeanne hérite du domaine et engage la poursuite du chantier dont le présent registre de compte fait mention.

### Le château de l'époque moderne à nos jours.
À la mort de Jeanne de France, Suzanne de Bourbon, sa fille aînée, hérite du Coudray-Montpensier et le vend à Guillaume Poyet, chancelier de France. Accusé, condamné et emprisonné en 1542 pour détournement de deniers publics, ses biens sont saisis par François Ier qui les transmet à Jean d'Escoubleau, son conseiller.
Les terres du Coudray-Montpensier restent dans la famille d'Escoubleau jusqu'aux années 1710, époque à laquelle Henri-François du Bouex, cousin germain de Paul-François-Benoît d'Escoubleau, vend les terres à Henri de Vallière. N'ayant pas eu d'enfants, Henri de Vallière lègue le Coudray-Montpensier à son petit-neveu Philippe-Claude-René, comte de La Motte-Baracé. Le Coudray-Montpensier reste dans cette famille jusqu'en 1908.
En 2005, le château est acheté par le Dr Christian Feray qui ambitionne de « lui rendre ses lettres de noblesse ». Objet de nombreuses campagnes de rénovation, il est depuis 2016 fermé au public.

## Construction et architecture du château
Dans son architecture, le château présente les caractéristiques défensives d'une forteresse médiévale. Il est entouré de douves aujourd'hui sèches et d'un pont-levis donnant accès à la cour.

### Vue d'ensemble du château
Le château se compose de trois corps de bâtiment, tous couverts de toits d'ardoises et disposés dans une cour quadrangulaire : l'aile sud comprend le châtelet d'entrée ; à l'est on trouve le logis principal ; au nord l'aile basse, accolée à la tour d'escalier de plan polygonal adjacente au logis. Aux trois angles on trouve des tours flanquées de contreforts et de chemin de ronde avec des mâchicoulis. Ces trois tours ne sont pas identiques. Les tours nord-est et nord-ouest différent par leur taille.
Au milieu du XIIIe siècle, un premier logis fortifié, aux mains des Marmande,, comprenant un donjon formé d'une tour, est mentionné dans les sources. On associe la construction du château à Pierre et Louis de Bournan. Après avoir réuni le domaine de Montpensier à celui du Coudray, Louis bâtard de Bourbon entreprend de nouveaux travaux en 1481. À sa mort en 1486, sa femme Jeanne de France poursuit les travaux d'embellissement du château.
À partir du XVIIIe siècle, une série de bâtiments est ajoutée : les écuries, le puits, un autre bâtiment dans le prolongement des écuries, d'autres bâtiments détachés du château et les jardins.

### Les premières constructions des Bournan
Les premiers travaux commandés par Pierre de Bournan dateraient de l'année 1401 et se seraient poursuivis pendant quarante ans. Les Bournan seraient à l'origine de la construction de l'aile principale du fond et du corps de logis en retour d'équerre au sud, dans lequel s'ouvre l'ancienne entrée avec pont-levis, ainsi qu'une partie de l'aile du nord.

### Le château de Louis bâtard de Bourbon et Jeanne de France
Louis de Bourbon, grand amateur d'art, souhaite dans la continuité des travaux qu'il apporte au château de Montsoreau, embellir celui du Coudray-Montpensier en reprenant les mêmes matériaux (la pierre blanche de tuffeau) et les mêmes caractéristiques architecturales.
Si les documents pour les premières années de travaux font défaut, les comptes de construction des années 1489 à 1492 renseignent sur l'activité de la main-d'œuvre sur le chantier du château. Ils témoignent de la présence d'ouvriers, maçons, charpentiers et couvreur au château. Les chantiers médiévaux regroupent un grand nombre d'artisans aux compétences diverses. Sur le chantier du château du Coudray-Montpensier on dénombre près de 1000 ouvriers plus ou moins qualifiés engagés de manière plus ou moins régulière au cours des trois années de travaux. Les travailleurs sont rétribués selon deux procédés : soit par une somme forfaitaire pour un travail dit à la tâche ou par un salaire à la journée ou à la semaine. Ils pouvaient également recevoir des compensations financières pour leur déplacement ou encore se voir fournir leur nourriture et leur matériel.
Parmi les ouvriers que l'on retrouve le plus souvent sur ce chantier, figurent les maçons et les tailleurs de pierre. Le maçon a pour charge de monter et d'asseoir la pierre, c'est-à-dire de monter les murs. Dans les textes du Moyen Âge, il existe une confusion entre les termes désignant les maçons et les tailleurs de pierre : leurs tâches sont assez similaires et la polyvalence des bâtisseurs de l'époque très fréquente sur les chantiers médiévaux.
Le travail du tailleur de pierre, aussi appelé « perrier » dans les sources médiévales, consiste à extraire la pierre, soit dans des clairières plus ou moins éloignées soit sur le chantier lui-même, à lui donner sa forme en vue du travail des maçons. Ils sont en grande partie des hommes libres et sans attaches, recrutés selon leurs aptitudes par le maître d'œuvre qui dirige le chantier. Au cours du chantier du Coudray-Montpensier on compte entre 430 et 500 hommes employés à tirer de la pierre. Au début du XVe siècle, on peut constater que les tailleurs de pierre sont davantage rémunérés que les maçons.
Jehan Pourmène, maître d'œuvre, Guillaume Bretault et Mexme Boucher, sont mentionnés dès 1489 pour l'exécution de tâches de maçonnerie. Des tailleurs de pierre sont présents en 1490. En 1491, des ouvriers sont engagés pour la maçonnerie du haut de la tour et des garde-robes. À la fin de cette même année, les charpentiers et couvreurs réalisent le toit de la grosse tour et du bâtiment.
Les rythmes de travail des hommes au Moyen Age sont très contrastés. Leur travail et les chantiers sont interrompus en fonction de plusieurs facteurs : les fêtes religieuses et les dimanche chômés, qui réduisent le nombre de jours ouvrables à environ 200, les conditions climatiques, ainsi que les approvisionnements des matériaux et la main-d'œuvre disponible. L'étude des comptes de construction montre qu'au cours de l'année 1489, 145 jours environ ont été ouvrés, contre 196 pour l'année 1490. L'été était souvent plus privilégié pour la réalisation des plus nombreuses manœuvres de construction, les conditions climatiques étant plus favorables en comparaison avec l'hiver, saison plus creuse comme on le constate à travers l'étude du chantier du château du Coudray-Montpensier.
Graphique des périodes ouvrées au cours de l'année 1489.
Pour des raisons techniques, il est temporairement impossible d'afficher le graphique qui aurait dû être présenté ici.

- Graphique des périodes ouvrées au cours de l'année 1490.

Pour des raisons techniques, il est temporairement impossible d'afficher le graphique qui aurait dû être présenté ici.